# Yeongdo
Yeongdo är en ö i Sydkorea. Den ligger i staden Busan, i den sydöstra delen av landet, 300 km sydost om huvudstaden Seoul. Arean är 14,1 kvadratkilometer. Ön är drygt 6 km lång och dess högsta punkt är Bongnaesan, 367 meter över havet.
Yeongdo tillhör i sin helhet stadsdistriktet Yeongdo-gu och har 118 000 invånare (2019).